# Cutterbagger

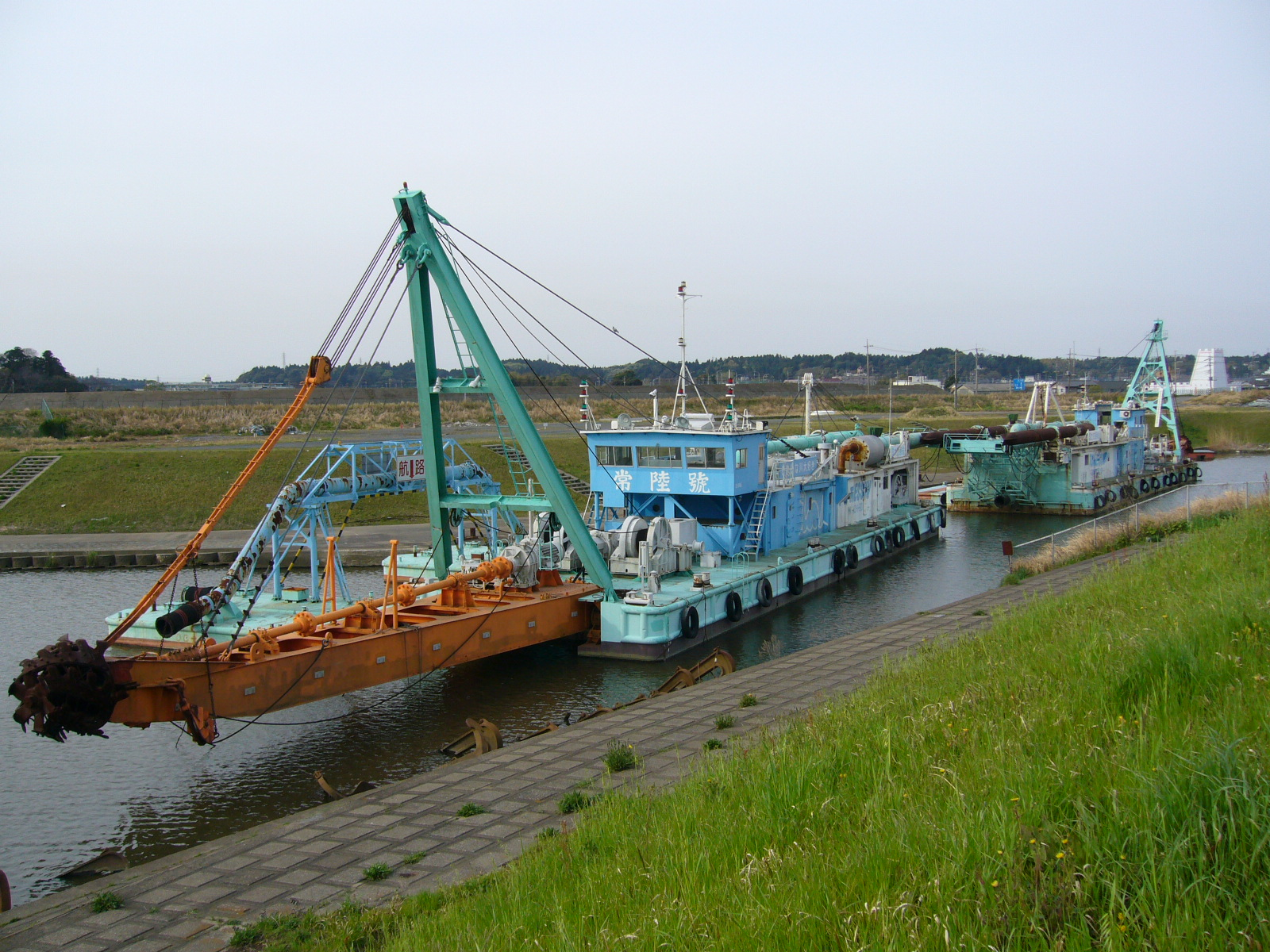
Cutterbagger

Ein Cutterbagger oder Schneidkopfsaugbagger ist meist ein Baggerschiff mit oder ohne eigenen Antrieb, mit dem man festes Material vom Gewässerboden löst.

## Arbeitsweise

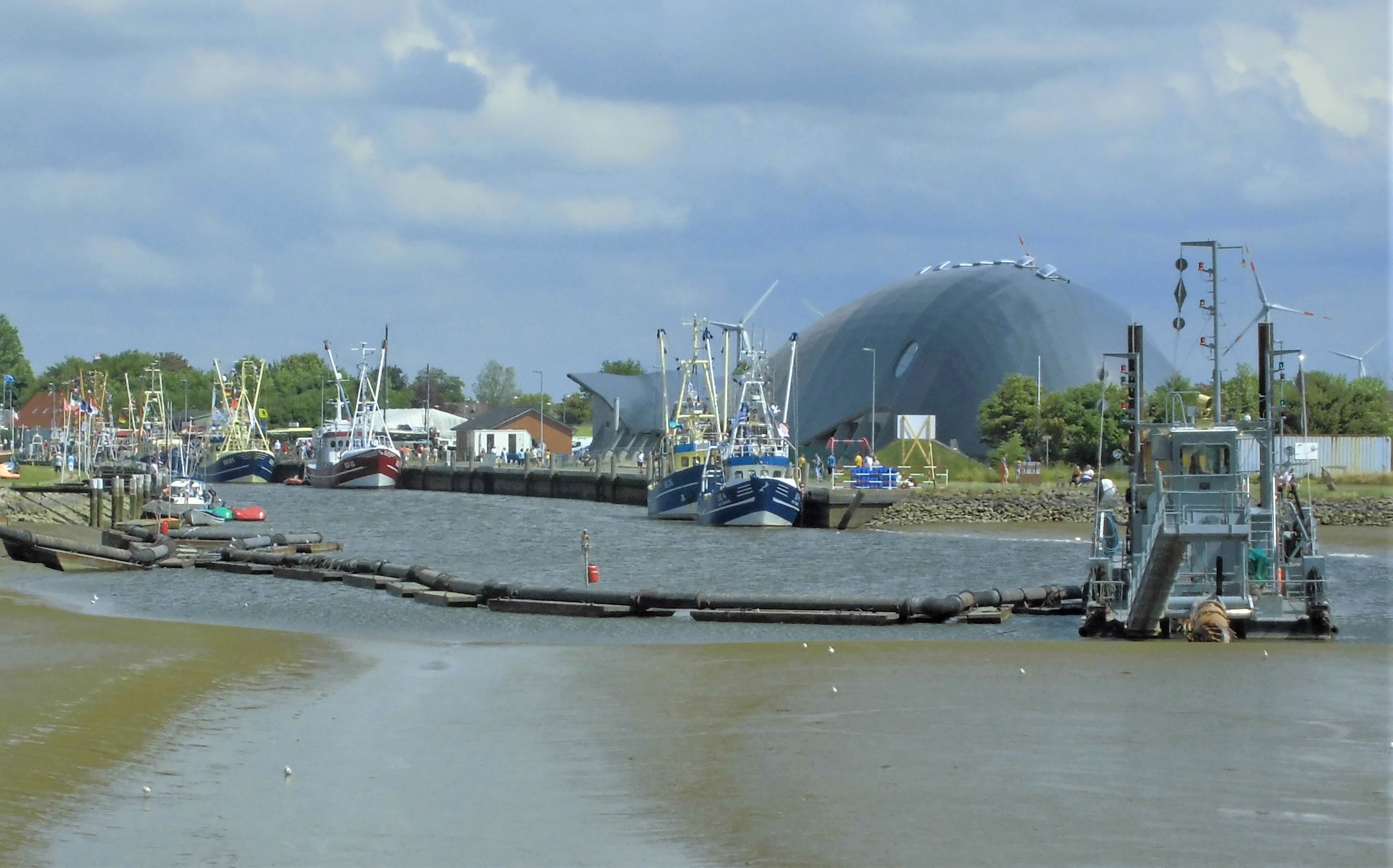
Saugbagger Isern Hinnerk II im Hafen Friedrichskoog (2013)

Hinter dem Schneidkopf befindet sich ein Saugmund, der über eine Saugleitung mit einer oder mehreren Kreiselpumpen in Verbindung steht. Durch den Unterdruck an der Saugöffnung wird das gelöste Gestein angesaugt und über einen Schwanenhals und schwimmende Leitungen an Land gepumpt. Manche Bagger haben auch Einrichtungen, um längsseits liegende Schuten zu beladen.
Am Bug des Schiffes sind an einem absenkbaren Gerüst (meist einem sogenannten A-Bock) die Schneidkopfvorrichtung und das Saugrohr angebracht. Aus physikalischen Gründen befindet sich meist direkt hinter dem Saugmund die erste Kreiselpumpe; die hydraulisch angetriebene sog. Unterwasserpumpe. An Deck des Schneidkopfsaugbaggers befinden sich dann je nach Leistung ein oder zwei weitere Pumpen.
Auf dem Achterschiff sind zwei absenkbare Pfähle (Stelzen), mit denen das Schiff auf dem Gewässerboden verankert wird. Der eine Pfahl geht direkt durch das Schiff, der andere Pfahl ist in dem Pfahlwagen befestigt, der in Längsrichtung bis zu sechs Meter verschiebbar ist. Um diesen Pfahl kann sich das Schiff mit den an Back- und Steuerbord ausgebrachten Ankern seitwärts bewegen und so ein Kreissegment bearbeiten. Dabei schiebt der Pfahlwagen das Schiff nach vorne. Ist der Pfahlwagen am Ende seiner Fahrbahn angelangt, wird der zweite Pfahl abgesenkt, der Pfahl im Pfahlwagen wieder hochgezogen und in seine Ausgangsposition zurückgefahren. Dann lässt man den Hauptpfahl wieder fallen und zieht den Hilfspfahl hoch. Jetzt kann man einen neuen Bereich bearbeiten.
Bei Schneidkopfsaugbaggern mit besonders großen Baggertiefen (wie z. B. dem Pirat X der Johann Bunte Bauunternehmung) ist die Verankerung mit Pfählen technisch nicht mehr möglich. Hierbei werden die Pfähle durch mehrere Anker ersetzt, die am Achterschiff in einem Christmas Tree zusammengeführt werden.
Cutterbagger werden zum Vertiefen von Fahrrinnen und zum Abbau von Mineralien benutzt. Da es sich um härteres Material handelt, kann man dabei keine Hopperbagger einsetzen. Da die meisten Cutterbagger keinen eigenen Fahrantrieb besitzen, werden sie zum Bestimmungsort geschleppt.
Der ägyptische Schneidkopfsaugbagger Mashhour, einer der größten der Welt, spielte bei der „Befreiung“ des Containerfrachters Ever Given eine ganz entscheidende Rolle.

## Technische Daten
Nachstehend die technischen Daten des selbstfahrenden Cutterbaggers Ursa der Royal Boskalis Westminster B.V.
- Länge 115,83 m ü. A. Länge Rumpf 104,1 m
- Breite 20,0 m
- Tiefgang 5,10 m
- max. Baggertiefe 25,0 m
- gesamt installierte Leistung 15.871 kW, davon
- Schneidkopfantrieb 3.960 kW
- Saugpumpe 2.200 kW
- Entladepumpe 7.400 kW
- Antrieb 7.400 kW